# Kārgarān mashghul-e kārand
Pour les articles homonymes, voir Men at Work.
Pour plus de détails, voir Fiche technique et Distribution.
Kārgarān mashghul-e kārand, (en persan : کارگران مشغول کارند), est un film dramatique iranien sorti en 2006, réalisé par Mani Haghighi et écrit par Abbas Kiarostami.

## Synopsis
Ce film est une allégorie politique à propos de quatre hommes de classe moyenne partant en vacances à la montagne pour faire du ski.

## Fiche technique
- Titre : Kārgarān mashghul-e kārand
- Titre anglais : Men at Work
- Réalisation : Mani Haghighi
- Scénario : Abbas Kiarostami
- Pays de production :  Iran
- Durée : 75 minutes
- Genre : film dramatique
- Format : couleur - Son : stéréo
- Date de sortie : 
  - Iran : 2006

## Distribution
- Mahnaz Afshar : Sahar
- Ahmad Hamed : Mohammad
- Mahmoud Kalari : Mohsen
- Reza Kianian : Jalil
- Fatemah Motamed-Aria : Mina
- Atila Pesyani : Morteza
- Omid Roohani : Nader